# Parla di te/Non chiudere la porta
Parla di te/Non chiudere la porta è un singolo del cantante italiano Riccardo Del Turco, pubblicato nel 1964.
Il brano Parla di Te fu scritto da Gino Paoli e Riccardo Del Turco.

## Tracce
Lato A
1. Parla di te (con l'orchestra Bacalov - Coro 4+4 di Nora Orlandi)

Lato B
1. Non chiudere la porta (con l'orchestra Bacalov)